# Discrimination tactile
 (août 2017).
Selon le Mosby's Dictionary of Medicine, Nursing and Health Professions, la discrimination tactile correspond à l'habileté de discriminer un objet à travers d'autres objets et ce, seulement par le sens du toucher. Toutefois, en ergothérapie, lorsque l'on parle de discrimination tactile, on fait référence à l'ensemble des habiletés nous permettant de différencier toutes sortes d'objets, de textures et de formes au travers d'autres par le sens du toucher uniquement ainsi qu'à discriminer la température, la douleur et le toucher à différents endroits sur la peau (Miller, 2006). 
Une altération de la discrimination tactile peut entraîner, par exemple, des difficultés à trouver une pièce de monnaie dans une poche au travers d'autres items, à déterminer où taper un moustique qui nous pique sur la peau ou à apprécier la température d'un liquide (Miller, 2006).

## Description
Les habiletés à discriminer les sensations tactiles font partie intégrante de la fonction de la sensibilité qui relève de circuits neuronaux complexes permettant la communication entre les afférences et les efférences (Bentzel, 2008). 
La cause d'un trouble de discrimination tactile peut donc se retrouver à différents niveaux, c'est-à-dire à la suite d'une atteinte périphérique qui entraînera une diminution des habiletés à percevoir les stimuli tactiles avec les récepteurs localisés dans la peau ou à la suite d'une atteinte nerveuse centrale, ce qui entraînera davantage une diminution du traitement de l'information sensorielle (Bentzel, 2008). 
Spécifiquement chez les enfants, une altération de la discrimination tactile est souvent causée par un trouble d'intégration sensorielle. De plus, une altération de la discrimination tactile peut aussi être associée à des déficits au niveau vestibulaire et proprioceptif (Bundy, 2002).
La suspicion d'une atteinte au niveau de la discrimination tactile justifie une évaluation approfondie non seulement de la sensibilité, mais également de certaines fonctions associées au traitement de l'information sensorielle. Dans ce sens, l'évaluation standardisée Sensory Integration and Praxis Tests qui comprend dix-sept exercices permet d'évaluer le traitement de l'information vestibulaire et proprioceptive et les habiletés à discriminer les sensations tactiles ainsi que les habiletés praxiques (Bundy, 2002).